# La Dame de chez Maxim's (film, 1923)
Pour les articles homonymes, voir La Dame de chez Maxim (homonymie).
Pour plus de détails, voir Fiche technique et Distribution.
La Dame de chez Maxim's (titre original : La dama de Chez Maxim's) est un film italien réalisé par Amleto Palermi, sorti en 1923. Il s'agit d'une adaptation de la pièce La Dame de chez Maxim de Georges Feydeau.

## Fiche technique
- Titre original : La dama de Chez Maxim's
- Réalisation : Amleto Palermi
- Scénario : Amleto Palermi d'après la pièce La Dame de chez Maxim de Georges Feydeau
- Pays d'origine : Royaume d'Italie
- Format : Noir et blanc - 1,33:1 - Film muet
- Genre : comédie
- Date de sortie : 1923

## Distribution
- Marcel Lévesque : Le docteur Petypon
- Pina Menichelli : La môme crevette
- Alfredo Martinelli
- Carmen Boni